# Castres Olympique
Castres Olympique ist ein Rugby-Union-Verein aus der französischen Stadt Castres im Département Tarn. Er ist fünffacher französischer Meister und spielt in der höchsten Liga Top 14. Die Heimspiele werden im Stade Pierre-Fabre ausgetragen. Das Vereinsmotto lautet „Tous Ensemble“ (deutsch Alle zusammen).

## Geschichte
Im Jahr 1898 gründeten einige ehemalige Schüler des Gymnasiums von Castres im Café de l’Europe eine Mannschaft, um ihren Lieblingssport ausüben zu können. Die Rugbymannschaft war in den ersten Jahren eine Abteilung eines Sportvereins. Ihre Mitglieder waren aber unzufrieden mit der dominierenden Stellung des Radsports innerhalb dieses Vereins, spalteten sich deshalb 1906 ab und gründeten einen eigenen Verein. Diesen nannten sie Castres Olympique; die Vereinsfarben waren nun Blau-Weiß-Grau anstatt des früheren Gelb-Schwarz.
Der neu gegründete Verein erreichte 1921, also nach nur 15 Jahren, die oberste Liga und ist seither nie abgestiegen. 1948 gewann Castres sowohl den Coupe de France als auch den ersten Meistertitel, nach einem Finalsieg gegen Stade Montois. 1950 folgte der zweite Meistertitel, im Finale wurde der Racing Club de France bezwungen. Ab den frühen 1960er Jahren war Castres Olympique nicht mehr in der Lage, an die früheren Erfolge anzuknüpfen und war meist auf den hinteren Tabellenplätzen zu finden. 1988 beschloss Pierre Fabre, der Gründer des Pharma-Unternehmens Laboratoires Pierre Fabre, den Verein zu übernehmen und ihn wieder an die Spitze zu bringen. Er investierte große Summen und führte professionelle Strukturen ein. Dies zahlte sich wenige Jahre später aus.
Die Meisterschaft 1993 wurde von Castres gewonnen, das den FC Grenoble im Finale mit 14:11 besiegte. Schiedsrichter Daniel Salles verweigerte dabei Grenoble einen Versuch durch Olivier Brouzet. Später gab er den Versuch durch Gary Whetton (Castres), obwohl Grenoble-Verteidiger Hueber den Ball zuerst in seiner Versuchszone aufsetzte. Dieser Fehler, den Salles 20 Jahre später zugab, bescherte Castres den Titel.
2013 besiegte Castres Olympique im Finale den RC Toulon. Ein Jahr später stand Castres Olympique erneut im Finale gegen den RC Toulon, verlor diesmal aber. 2018 besiegte Castres im Meisterschafts-Endspiel Montpellier Hérault Rugby mit 29:13 und sicherte sich so seinen fünften Titel. Auf europäischer Ebene erreichte Castres Olympique zwei Mal das Finale des European Challenge Cup (1997 und 2000) und gewann 2003 den European Shield.

## Erfolge
- Meister: 1949, 1950, 1993, 2013, 2018
- Meisterschaftsfinalist: 1995, 2014, 2022
- Sieger Coupe de France: 1948
- Sieger European Shield: 2003
- Finalist European Rugby Challenge Cup: 1997, 2000
- Finalist Challenge Yves du Manoir: 1993
- Sieger Coupe Adolphe Jauréguy: 1974 (wurde nur in jenem Jahr unter den letzten acht Mannschaften der Meisterschaft ausgetragen)

## Finalspiele von Castres Olympique

### Meisterschaft
| Datum          | Meister                   | 2. Finalist               | Ergebnis | Ort                               | Zuschauer |
| -------------- | ------------------------- | ------------------------- | -------- | --------------------------------- | --------- |
| 22. Mai 1949   | Castres Olympique         | Stade Montois             | 14:3     | Stade des Ponts Jumeaux, Toulouse | 23.000    |
| 16. April 1950 | Castres Olympique         | Racing Club de France     | 11:8     | Stade des Ponts Jumeaux, Toulouse | 25.000    |
| 5. Juni 1993   | Castres Olympique         | FC Grenoble               | 14:11    | Parc des Princes, Paris           | 48.000    |
| 6. Mai 1995    | Stade Toulousain          | Castres Olympique         | 31:16    | Parc des Princes, Paris           | 48.615    |
| 1. Juni 2013   | Castres Olympique         | RC Toulon                 | 19:14    | Stade de France, Paris            | 80.033    |
| 31. Mai 2014   | RC Toulon                 | Castres Olympique         | 18:10    | Stade de France, Paris            | 80.174    |
| 2. Juni 2018   | Castres Olympique         | Montpellier Hérault Rugby | 29:13    | Stade de France, Paris            | 78.442    |
| 24. Juni 2022  | Montpellier Hérault Rugby | Castres Olympique         | 29:10    | Stade de France, Paris            | 80.000    |

### European Challenge Cup
| Datum           | Sieger              | 2. Finalist       | Ergebnis | Ort                               | Zuschauer |
| --------------- | ------------------- | ----------------- | -------- | --------------------------------- | --------- |
| 26. Januar 1997 | CS Bourgoin-Jallieu | Castres Olympique | 18:9     | Stade de la Méditerranée, Béziers | 10.000    |
| 27. Mai 2000    | Section Paloise     | Castres Olympique | 34:21    | Stade des Sept Deniers, Toulouse  | 6.000     |

### European Shield
| Datum        | Sieger            | 2. Finalist    | Ergebnis | Ort                       | Zuschauer |
| ------------ | ----------------- | -------------- | -------- | ------------------------- | --------- |
| 25. Mai 2003 | Castres Olympique | Caerphilly RFC | 42:33    | Madejski Stadium, Reading | 3.500     |

## Spieler

### Aktueller Kader
Der Kader für die Saison 2019/2020:

### Bekannte ehemalige Spieler
- Seremaia Baï
- Johnny Beattie
- Pablo Canavosio
- Thomas Castaignède
- Gérard Cholley
- Jeremy Davidson
- Richard Dourthe
- Antoine Dupont
- Max Evans
- Richie Gray
- Adrian Lungu
- Raphaël Ibañez
- Steve Mafi
- Chris Masoe
- Jean Matheu-Cambas
- Kees Meeuws
- Lionel Nallet
- Pascal Papé
- Gordon Ross
- Sitiveni Sivivatu
- Joe Tekori
- Gary Whetton